# PFK Sewastopol
Der PFK Sewastopol (ukr. Професіональний футбольний клуб
«Севастополь», russisch Профессиональный футбольный клуб «Севастополь») war ein Fußballverein aus Sewastopol, der größten Stadt auf der Halbinsel Krim. Der 2002 gegründete Verein spielte zwei Spielzeiten in der Premjer-Liha, der höchsten ukrainischen Fußballliga.

## Geschichte
Der Verein PFK Sewastopol wurde im Jahre 2002 gegründet. Seine erste Saison spielte der Verein in der Spielzeit 2002/03 in der dritthöchsten ukrainischen Spielklasse (Druha Liha), wo die Mannschaft den neunten Tabellenplatz belegte. Nach vier weiteren Jahren in der dritten Liga gelang 2007 als Tabellenerster der Aufstieg in die Perscha Liha, die zweithöchste Liga im ukrainischen Fußball. Dort gelang es dem PFK Sewastopol, sich zu etablieren, nachdem in der ersten Saison mit Platz 15 der direkte Wiederabstieg nur knapp vermieden werden konnte. In der Folgesaison wurde das Team Achter und wiederum eine Spielzeit später gelang mit dem Gewinn der Meisterschaft in der Perscha Liha vor Wolyn Luzk der erstmalige Aufstieg in die Premjer-Liha. In der Saison 2010/11 folgte der sofortige Abstieg in die Zweitklassigkeit, nachdem die Mannschaft erst am letzten Spieltag auf dem 15. und vorletzten Tabellenplatz abgerutscht war. Nachdem der Verein in der Saison 2012/13 erneut Meister der Perscha-Liha geworden war, gelang der Wiederaufstieg. Nach der Annexion der Krim durch Russland im März 2014 schloss der ukrainische Fußballverband PFK Sewastopol aus der Premjer-Liha aus. Ende Juli 2014 kündigte der Fußballverband der Russischen Föderation an, dass PFK Sewastopol in der Saison 2014/15 im Perwenstwo PFL spielen werde. Der Verein löste sich danach auf, der neue Verein FC SKChF Sewastopol wurde als russischer Verein gegründet.

## Stadion
Der PFK Sewastopol trug seine Heimspiele im Druschba-Stadion in Bachtschyssaraj nahe Sewastopol, das für 3500 Zuschauer Platz bietet.

## Erfolge
- Meister der Perscha Liha: 2010 und 2013

## Spieler
- Mariusz Lewandowski (2010–2013)
- Mate Ghwinianidse (2011–2014)